# Хэфэйский метрополитен
Хэфэйский метрополитен — система метро в городе Хэфэй, КНР.

## История
Метрополитен открыт 26 декабря 2016 года. На всех станциях установлены платформенные раздвижные двери.

### Строительство
Строительство начато с Первой линии. Работы начались 1 июня 2012 года.

## Перспективы

План развития железных дорог Хэфэя. 15 линий метрополитена, 3 линии трамвая и 7 линий пригородных железных дорог.

В планах строить ещё линии.

## Линии

### Первая линия (красная)
Открыта 26 декабря 2016 года, 23 станции, длина 24,6 км.

### Вторая линия (синяя)
Открыта 26 декабря 2017 года, 24 станции, длина 27,8 км.

### Третья линия (зелёная)
Открыта 26 декабря 2019 года, 33 станции, длина 37,2 км.

### Четвёртая линия (оранжевая)
Открыта 26 декабря 2021 года,30 станций, длина 41,4 км.

### Пятая линия (светло-зелёная)
Открыта 26 декабря 2020 года, 33 станции, длина 40,2 км.

## Галерея

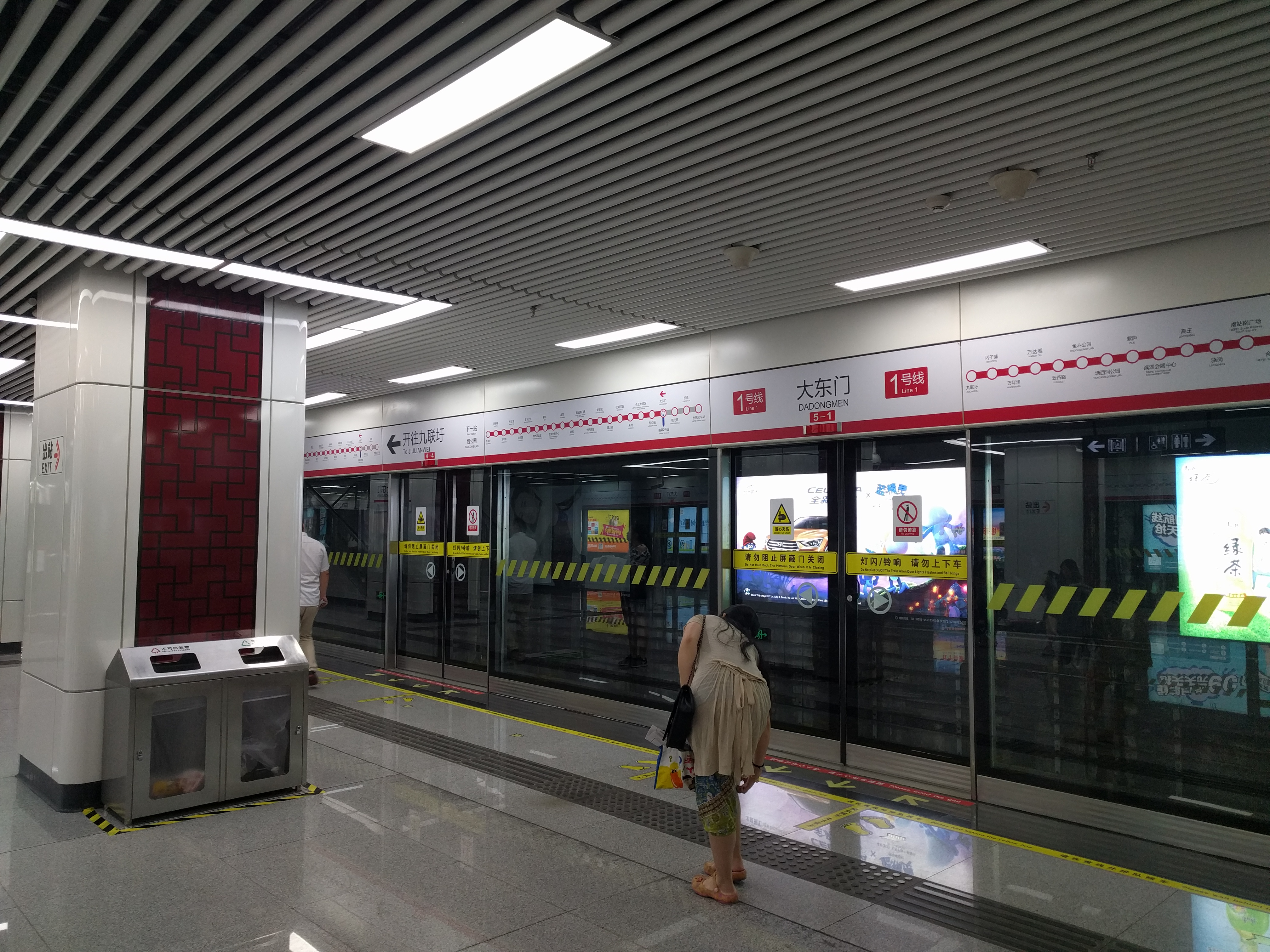
Станция Дадунмынь (линия 1)
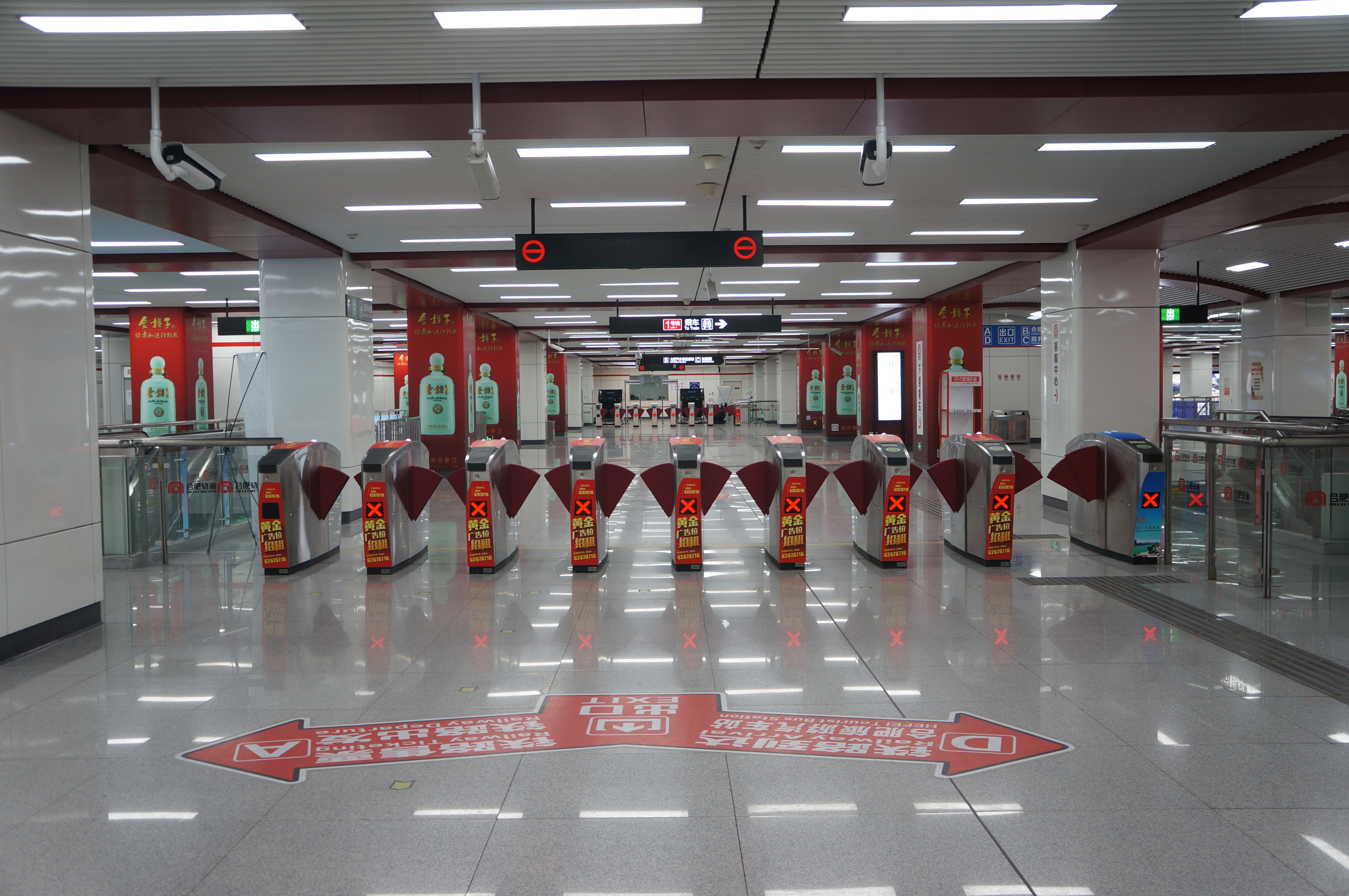
Вестибюль на станции Вокзал (линия 1)
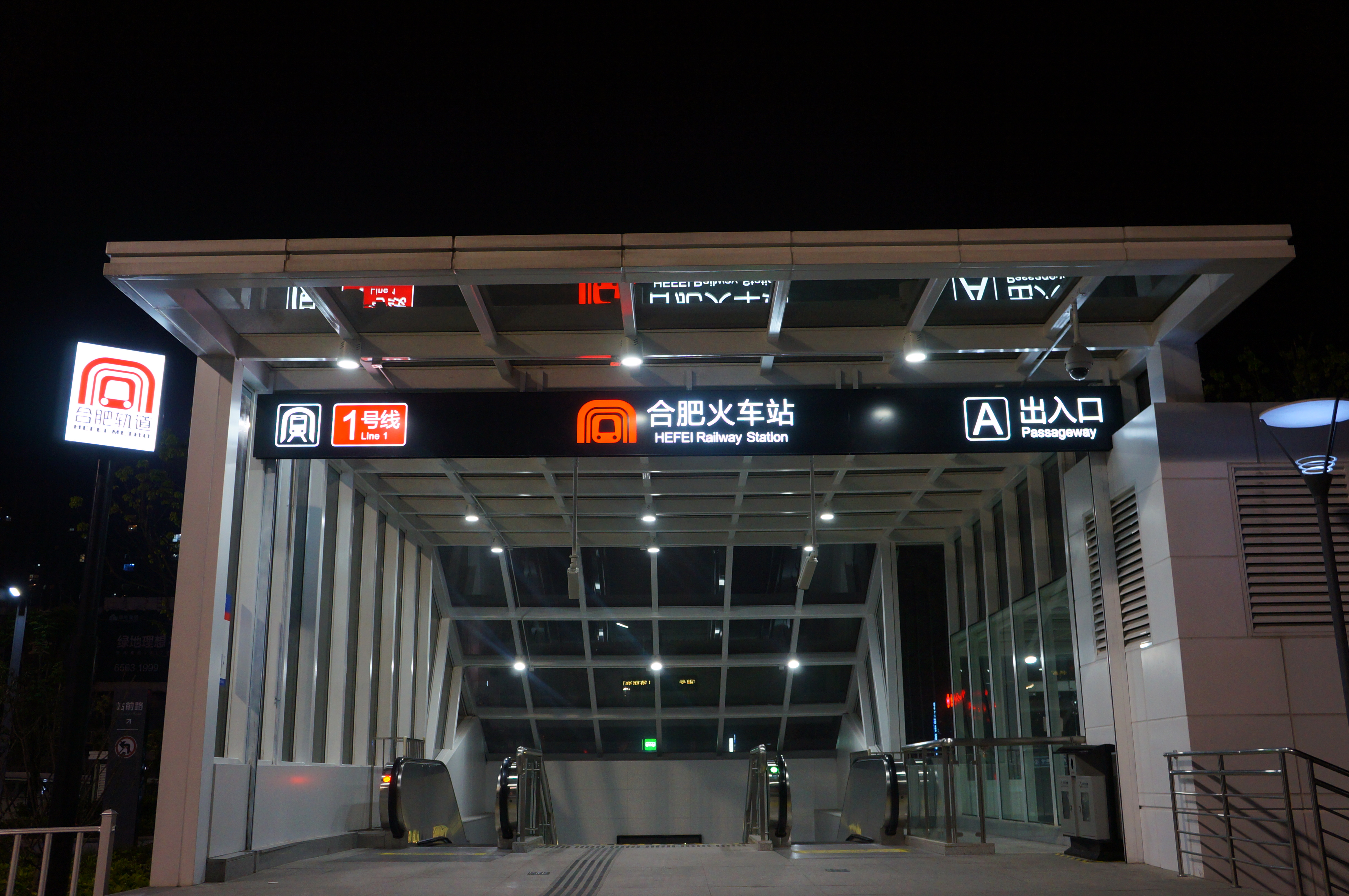
Вход на станцию Вокзал (линия 1)